# Polizeiruf 110: Das Duell
Das Duell ist ein deutscher Kriminalfilm von Thomas Jacob aus dem Jahr 1990. Der Fernsehfilm erschien als 143. Folge der Filmreihe Polizeiruf 110.

## Handlung
Am 7. Oktober 1989 findet der 40. Nationalfeiertag der DDR statt. Die Leipziger Montagsdemonstrationen haben die Staatsführung und das MfS in Unruhe versetzt. Da sich auch in Ost-Berlin „konterrevolutionäre“ Demonstrationen ankündigen, will das MfS Störungen um jeden Preis verhindern. Oberst Reuter gibt bekannt, dass die Kriminalpolizei ab sofort dem MfS unterstellt ist. Während Hauptmann Böhme seine Männer auf die neue Linie bringt, wird Hauptmann Günter Beck zu einem Einbruch in einem Intershop-Lager gerufen. Seit geraumer Zeit ist er dem brutalen Einbrecher Holm auf dem Fersen und ertappt ihn nun auf frischer Tat. Holm flieht. Da Beck aufgrund der Unruhen keine zusätzlichen Männer erhält, nimmt er allein die Verfolgung auf. Er kann Holm die Tasche mit den gestohlenen Gegenständen entwenden, verliert ihn jedoch am Bahnhof Schönhauser Allee fast aus den Augen. Er ruft den Passanten zu, Holm aufzuhalten. Tatsächlich stellt sich ihm der junge Johann in den Weg, der mit seiner Freundin Anna auf dem Weg zur Demonstration ist. Holm stößt ihn brutal die Treppe hinab, Johann bleibt schwer verletzt liegen. Holm flieht und kann schließlich im Demonstrationszug untertauchen. Beck versucht noch, ihn im Menschenstrom zu finden, stößt jedoch nur auf seinen Sohn Andreas. Beck reagiert mit Unverständnis. Johann wird wenig später ins Krankenhaus gebracht. Ein Wirbel ist beschädigt und bald steht fest, dass er teilweise gelähmt und nun zeitlebens auf einen Rollstuhl angewiesen sein wird. Anna steht weiter zu ihm, doch Johann lehnt angesichts seines Zustands eine Fortsetzung der Beziehung ab.
Beck kehrt nach Hause zu seiner Frau zurück. Er wundert sich, dass Andreas noch nicht nach Hause gekommen ist. Die Nachricht von der Massenverhaftung von Demonstranten lässt ihn ins Polizeipräsidium zurückkehren. Hier ist er vom brutalen Vorgehen der Männer vom MfS, aber auch der Polizisten entsetzt. Stundenlang müssen Demonstranten wie Schwerverbrecher an die Wand gestellt ausharren, alte Männer, Mütter mit zu Hause wartenden Kindern, aber auch verletzte Jugendliche werden zum Ausharren gezwungen. Unter den "Zugeführten" findet Beck auch seinen Sohn. Dieser weigert sich, mit seinem Vater nach Hause zu gehen. Am nächsten Tag verhört Beck Holm, der als Demonstrant ebenfalls festgenommen wurde. Da wird Holm auf Anweisung des MfS entlassen. Beck wird aufgrund des Verhaltens seines Sohnes vorläufig vom Dienst suspendiert, sein Sohn Andreas wird freigelassen. Beck ist empört, aber auch über die Entwicklung der Lage irritiert. Sein Sohn weigert sich, das Elternhaus zu betreten, solange sein Vater „auf der anderen Seite“ steht. In seiner Stammkneipe wird Beck als Polizist von Gästen hinausgeworfen.
An der Spitze des Staates gibt es einen Wechsel: Egon Krenz wird neuer Generalsekretär und löst Erich Honecker ab. Becks Suspendierung wird aufgehoben. Er und Hauptmann Böhme verwahren sich bei einer Dienstversammlung unter der Leitung von Oberst Reuter gegen einen weiteren Einsatz der Kriminalpolizei im Dienst des MfS. Beck wiederum ist weiterhin an einer Verhaftung Holms interessiert. Aufgrund der unsicheren Lage fühlt der sich unangreifbar. Nach einem weiteren Einbruch überfährt er auf der Flucht eine Frau, die sofort stirbt. Beck kann nachweisen, dass Holm den Fluchtwagen gefahren hat und sich auch die Tasche mit dem Diebesgut im Fluchtauto befand. Die Beweise sind dennoch dünn. Als Holm Beck bei der Befragung provoziert, verliert der die Beherrschung und schlägt Holm.
Nach einem Katz-und-Maus-Spiel zwischen Volkspolizei und MfS, in dessen Verlauf Holm mehrfach freigelassen und wieder inhaftiert wird, darf Holm endgültig gehen. Beck setzt eine kontinuierliche Überwachung Holms durch. Der verliert schließlich die Nerven und versucht, mit seiner Freundin über die noch geschlossene Grenze nach West-Berlin zu fliehen. Nun kann ihn Beck wegen versuchten unerlaubten Grenzübertritts verhaften, zumal Holm auch eine Tasche mit Diebesgut bei sich führt.
Zwischen Anna und Johann scheint es zu einem guten Ende zu kommen. Nachdem Anna, von Johann abgewiesen, einen Selbstmordversuch unternommen hat, erkennt Johann, dass auch er für andere da sein und wichtig sein kann. Es kommt zu einer vorsichtigen Annäherung von Johann zu Anna, wie auch zwischen Beck und seinem Sohn. Beck hat erkannt, dass Andreas die Lage besser durchschaut hat als er. Er bittet ihn um Verzeihung. Er ist nun bereit, von dem, was er in den Kellern des Polizeipräsidiums gesehen hat, öffentlich zu berichten.

## Produktion
Das Duell wurde von 10. Juli bis 13. August 1990 in Berlin gedreht. Die Kostüme des Films schufen Charlotte Busse, Renate Herrmann und Günther Pohl, die Filmbauten stammen von Peter Gericke. Der Film erlebte am 4. November 1990 auf DFF 1 seine Fernsehpremiere. Die Zuschauerbeteiligung lag bei 37,2 Prozent.
Es war die 143. Folge der Filmreihe Polizeiruf 110. Hauptmann Günter Beck ermittelte in seinem 4. Fall. Neben der Crossover-Folge mit dem Tatort, Unter Brüdern, war Das Duell der einzige Polizeiruf des Jahres 1990, der sich dezidiert mit der aktuellen politischen und gesellschaftlichen Lage auseinandersetzte. Beide Polizeirufe erlebten mit Abstand von nur einer Woche ihre Fernsehpremiere; Das Duell lief dabei am ersten Jahrestag der Berliner Massendemonstrationen. Die Kritik  befand rückblickend, dass in keinem anderen Polizeiruf „soviel reflektiert und ideologisiert [wird] wie hier“:

„Der Kriminalfall […] ist nicht viel mehr als das Fallbeispiel, an dem sich die Redlichkeit von Beck demonstrieren läßt. Der Film besticht jedoch noch heute […] durch den Detailrealismus, mit dem die Szenen vom Herbst 1989 von Thomas Jacob nachempfunden sind. Das Ziel, die Polizeiruf-Kriminalisten von historischer Schuld freizusprechen und ihnen den Übergang in die neue Gesellschaftsordnung möglich zu machen, wurde in Das Duell erreicht.“